# Paycheck (bande originale)
Paycheck - Original Motion Picture Soundtrack, est la bande originale distribué par Varese Sarabande, du film de Science-fiction américain Paycheck, réalisé par John Woo en 2004. C'est le compositeur américain John Powell, qui en a écrit intégralement la partition musicale.

## Liste des titres
Toute la musique est composée par John Powell.
| 1.    | Main Title           | 3:10 |
| 2.    | 20 Items             | 2:53 |
| 3.    | Wolfe Pack           | 2:54 |
| 4.    | Crystal Balls        | 2:09 |
| 5.    | Mirror Message       | 3:37 |
| 6.    | Imposter             | 3:53 |
| 7.    | Hog Chase Part 1     | 3:13 |
| 8.    | Hog Chase Part 2     | 4:04 |
| 9.    | I Don’t Remember     | 1:28 |
| 10.   | Tomorrow’s Headlines | 4:02 |
| 11.   | Future Tense         | 7:14 |
| 12.   | Fait Accompli        | 6:09 |
| 13.   | The Finger           | 0:33 |
| 14.   | Rachel’s Party       | 2:47 |
| 48:06 |                      |      |

## Musiques additionnelles
- Outre les titres présents, sur l'album, on entend aussi durant le film les morceaux suivants[1] :
  - "Valse minute" en ré bémol majeur, opus 64, nº 1
    - De Frédéric Chopin
    - Interprété par Lincoln Mayorga
    - Avec l'aimable autorisation de Townhall Records

  - Dream a Little Dream of Me
    - De Gus Kahn, Wilbur Schwandt et Fabian Andre
    - Interprété par The Singleton Quartet
    - Avec l'aimable autorisation d'ITM Music, Ltd.

  - I Remember You
    - De Johnny Mercer et Victor Schertzinger
    - Interprété par The Steve Venz Quartet
    - Avec l'aimable autorisation d'Daaljazz

  - Conversations
    - Écrit et interprété par Paul Horn
    - Avec l'aimable autorisation d'Inside Music, Inc.

  - |Joyeux Anniversaire
    - De Mildred J. Hill et Patty S. Hill